# 今井麻夏
今井麻夏（日语：／ Imai Asaka，1987年6月23日—），出生于神奈川縣，是日本的女性配音員。隸屬I'm Enterprise。

## 出演作品

### 電視動畫
2012年
- 只要妳說妳愛我（女學生）
- 輪迴的拉格朗日第二季（高千穗蓮香）

2013年
- 黑魔女學園（櫻都愛花）
- Little Busters!（學生B）

2015年
- 不起眼女主角培育法（女學生B）
- 偶像大師 灰姑娘女孩（佐佐木千枝[2]）

2016年
- JoJo的奇妙冒險 不碎鑽石（女學生A）
- DAYS（朋）
- 不愉快的妖怪庵（女學生B）

2017年
- 偶像大師 灰姑娘女孩劇場 第2期（佐佐木千枝、女學生B）

2018年
- 遙的接球（主審2）

2023年
- 偶像大師 灰姑娘女孩 U149（佐佐木千枝[3]）

### OVA
2023年
- 偶像大師 灰姑娘女孩 U149（佐佐木千枝）※Blu-ray第4卷收錄

### 遊戲
2008年
- ユア・メモリーズオフ〜Girl's Style〜

2014年
- 零～濡鴉之巫女～（冰見野冬陽[4]）
- 東京七姐妹（久遠寺靜香[5]）

2015年
- 偶像大師 灰姑娘女孩（佐佐木千枝）
- 偶像大師 灰姑娘女孩 星光舞台（佐佐木千枝）

### 外國片配音
- 安娜與國王[1]
- 神探阿蒙4[1]
- 神探阿蒙6（2009年）
- 拼出新世界（英语：Akeelah and the Bee）[1]
- 愛酷一族[1]
- 失蹤現場[1]
- 小查與寇弟的頂級遊輪生活（Maya Bennett[1]）
- 小潔的保姆日記（艾瑪·羅斯[1]）
  - 夏令營（艾瑪·羅斯[1]）
- 死魂盒（漢娜[6]）
- 陸貞傳奇[7][8]（沈碧、邱臘梅）
- 唐宫燕（孟芙[9]）
- 美人魚[8]
- 青春變變變（英语：The Swap (2016 film)）（Ellie O'Brien[10]）
- 師任堂，光的日記[8]
- 屍速列車
- 惡作劇之吻[8]
- 血色羅馬（英语：Suburra (film)）[11]
- 武神赵子龙（貂蝉[12]）
- 西游记·女儿国[13]
- 葉問外傳：張天志（鄭小娜[1]、張峰[14]）

### CD
- 「恋人は……（テンテンテン）」（Kisty名義）

## 外部連結
- I'm Enterprise内的公式profile（页面存档备份，存于）（日語）
- 今井麻夏的X（前Twitter）